# Wesley Eure
Wesley Eure Loper, bardziej znany jako Wesley Eure (ur. 17 sierpnia 1951 w Baton Rouge, w stanie Luizjana) – amerykański aktor, piosenkarz i pisarz, okazjonalnie reżyser, scenarzysta, producent telewizyjny, wykładowca.

## Życiorys

### Wczesne lata
Urodził się w Baton Rouge w Luizjanie. Jego ojciec porzucił rodzinę, gdy miał dwa lata. Jego matka, Mary Jane Loper, przeprowadziła się z rodziną do Hattiesburg w Missisipi, gdzie Eure zamieszkał z babcią. Dorastał w Missisipi. Jego matka uzyskała tytuł licencjata w dziedzinie psychologii i dostała pracę jako doradca leczenia narkomanii. Wesley Eure przeniósł się potem do Las Vegas, gdzie ukończył liceum, a jego matka prowadziła klinikę i była gospodarzem radiowego talk show o narkomanii.

### Kariera
W 1973 przeniósł się do Los Angeles. Wystąpił w roli Willa Marshalla w serialu NBC Zaginiony ląd (Land of the Lost, 1974-76). Potem grał postać dr. Michaela „Mike’a” Williama Hortona II w operze mydlanej NBC Dni naszego życia (Days of Our Lives, 1974-81).
Prowadził lub współprowadził także programy telewizyjne, jak teleturnieje Password czy Match Game. Był jednym z pomysłodawców animowanego serialu Smocze opowieści. Jako okrutny morderca wystąpił w slasherze The Toolbox Murders (1978). Znalazł się też w obsadzie komedii Hanna-Barbera C.H.O.M.P.S (1979) u boku Valerie Bertinelli, Reda Buttonsa, Hermione Baddeley, Jima Backusa i Conrada Baina.

### Życie prywatne
W czerwcu 2009 ujawnił się jako gej.

## Wybrana filmografia

### Filmy fabularne
- 1978: The Toolbox Murders jako Kent Kingsley
- 1979: C.H.O.M.P.S jako Brian Foster
- 2009: Zaginiony ląd (Land of the Lost) jako Will Marshall
- 2013: Geography Club jako pan Kaplan
- 2014: Sins of our Youth jako szef policji Kaplan

### Seriale TV
- 1974-76: Zaginiony ląd (Land of the Lost) jako Will Marshall
- 1974-81: Dni naszego życia (Days of Our Lives) jako dr Mike Horton
- 1978: Insight jako Steve
- 1979: CHiPs jako Wesley Eure
- 1987-88: Finders Keepers jako Gospodarz
- 1989-96: Totally Hidden Video